# Heteroconis angustipennis
Heteroconis angustipennis is een insect uit de familie van de dwerggaasvliegen (Coniopterygidae), die tot de orde netvleugeligen (Neuroptera) behoort. 
De wetenschappelijke naam Heteroconis angustipennis is voor het eerst geldig gepubliceerd door Monserrat in 1982.